# 山田俊治
山田俊治（やまだ しゅんじ、1950年- ）は、日本の日本近代文学研究者。横浜市立大学名誉教授。

## 略歴
東京生まれ。早稲田大学大学院文学研究科博士課程満期退学。横浜市立大学国際文化学部助教授、2000年教授、同都市社会文化研究科教授を務め、2016年定年退任、名誉教授となる。『福地桜痴』で2020年度やまなし文学賞を受賞。

## 著書
- 『有島武郎 <作家>の生成』小沢書店, 1998
- 『大衆新聞がつくる明治の<日本>』NHKブックス・日本放送出版協会, 2002
- 『福地桜痴　無駄トスル所ノ者ハ実ハ開明ノ麗華ナリ』ミネルヴァ書房・ミネルヴァ日本評伝選, 2020

### 編纂・校注など
- 『山田美妙『竪琴草紙』本文の研究』(近代文学-テクストの森) 十重田裕一・笹原宏之共編著、笠間書院, 2000
- 『政治小説集 1 情海波瀾 汗血千里の駒 雪中梅　新日本古典文学大系 明治編16』林原純生共校注、岩波書店, 2003
- 『コレクション・モダン都市文化 第64巻  海港都市・横浜』編 ゆまに書房, 2010
- 『日本近代短篇小説選』岩波文庫 全6冊、紅野敏郎・紅野謙介・千葉俊二・宗像和重共編, 2012-13
- 『円朝全集 第4巻 黄薔薇 鶴殺疾刄庖刀 月に謡荻江の一節』土谷桃子・児玉竜一共校注、岩波書店, 2013
- 『円朝全集 第7巻 粟田口霑笛竹 文七元結 福禄寿』佐々木亨・佐藤至子共校注、岩波書店, 2014
- 『芥川龍之介紀行文集』編 岩波文庫, 2017